# Adelaide Kemble
Pour les articles homonymes, voir Kemble.
Adelaide Kemble, née en 1815 à Londres et morte le 4 août 1879 à Warsash (en), est une cantatrice britannique.

## Biographie
Adelaide Kemble naît en 1814 à Londres. Elle est la fille de Charles et de Maria Theresa Kemble, et la sœur de Frances Anne Kemble (dite Fanny). Elle reçoit de son père et d’un bon maître de chant une éducation analogue à cette carrière. Elle est instruite pour être chanteuse de concert, sans aucune ambition de la scène.
Selon Fétis, en 1831, ayant à peine accompli sa seizième année, elle débute, dans des arrangements d’opéras anglais, au théâtre de Covent-Garden, dont son père est directeur. Selon Bitard, elle paraît à Londres pour la première fois, à l'âge de 17 ans, dans le festival d'York, en 1834, mais sans produire grand effet.
Engagée ensuite au théâtre de Drury Lane, elle y chante pendant deux ans, puis donne des concerts dans les villes de province et partout se fait applaudir. En 1836, elle fait un voyage en Allemagne, brille à Prague pendant deux saisons, et, deux après,
chante dans quelques concerts à Paris. Arrivée en Italie au commencement de 1839, elle chante, dans la même année, au théâtre de la Scala de Milan, à la Fenice de Venise (dans Norma) et à Trieste. En 1840, elle est engagée au théâtre de Mantoue, puis elle se rend à Naples, où elle chante avec succès pendant le carnaval de 1841. Elle joue aussi à Padoue et Bologne.
Selon Fétis, elle est rappelée en Angleterre pour y tenir l’emploi de prima donna de l’opéra anglais. Mais selon Bitard, elle est rappelée à Londres par une maladie grave dont son père venait d'être frappé, en 1841.
La même année elle joue Norma à Londres et confirme sa réputation en 1842, elle chante successivement Figaro, la Sonnambula, Semiramide, il Matrimonio segreto, et divers autres œuvres.
Au commencement de 1842, elle part ensuite pour Dublin. C'est là qu’elle inspire un amour passionné à un gentilhomme espagnol de grande maison, qui jouit d’une fortune très considérable, et qu’elle devient marquise de Caza Barguiller y Sartorio. Le dernier concert où elle chante est donné à Dublin, le 11 juillet 1842. 
En 1843 elle épouse Edward John Sartoris (en), et abandonne la scène. Elle publie Une Semaine dans une maison de campagne française (A Week in a Freuch Country house, 1867).
En mai 1874, son fils, Algernon Charles Sartoris, épouse la fille du président Grant.
Elle meurt le 4 août 1879 à Warsash (en).